# Cerodirphia flavosignata
Cerodirphia flavosignata är en fjärilsart som beskrevs av Johnson och Michener 1948. Cerodirphia flavosignata ingår i släktet Cerodirphia och familjen påfågelsspinnare. Inga underarter finns listade i Catalogue of Life.